# Пальмизани, Лоренцо
Лоренцо Пальмизани (итал. Lorenzo Palmisani; род. 12 июня 2004) — итальянский футболист, вратарь клуба «Фрозиноне».

## Клубная карьера
Пальмизани — воспитанник клуба «Фрозиноне». В 2021 году Лоренцо был включён в заявку основной команды. В 2023 году Пальмизани был арендован «Ольбией», но так и не дебютировав за клуб, вернувшись обратно.

## Международная карьера
В 2023 году Пальмизани в составе юношеской сборной Италии выиграл молодёжный чемпионат Европы на Мальте. На турнире он был запасным и на поле не вышел.

## Достижения
Сборная Италии
- Чемпион юношеского чемпионата Европы (до 19): 2023